# Jean Crotti
Jean Crotti (24 de abril de 1878 - 30 de janeiro de 1958) foi um pintor francês de ascendência suíça.
Crotti nasceu em Bulle, Friburgo, na Suíça. Ele primeiro estudou em Munique, na Alemanha, na Escola de Artes Decorativas, em seguida, aos 23 anos, mudou-se para Paris para estudar arte na Academia Julian. Inicialmente ele foi influenciado pelo impressionismo, fauvismo e, em seguida, pela Art Nouveau. Por volta de 1910 ele começou a experimentar o orfismo, um desdobramento do cubismo, e um estilo que seria reforçado pela sua associação, em Nova York, com Marcel Duchamp e Francis Picabia.
Um refugiado da Primeira Guerra Mundial, ele olhou para os Estados Unidos como um lugar onde ele poderia viver e desenvolver sua arte. Em Nova York, ele dividiu um estúdio com Marcel Duchamp e conheceu a sua irmã, Suzanne Duchamp. Ela era parte do movimento dadaísta em que Crotti se envolveria.